# F-1 (granát)

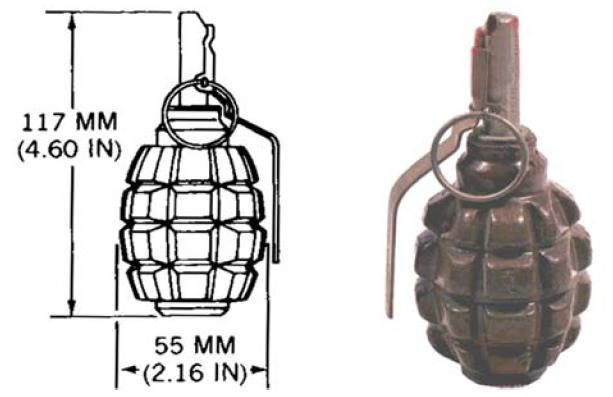
Granát F-1

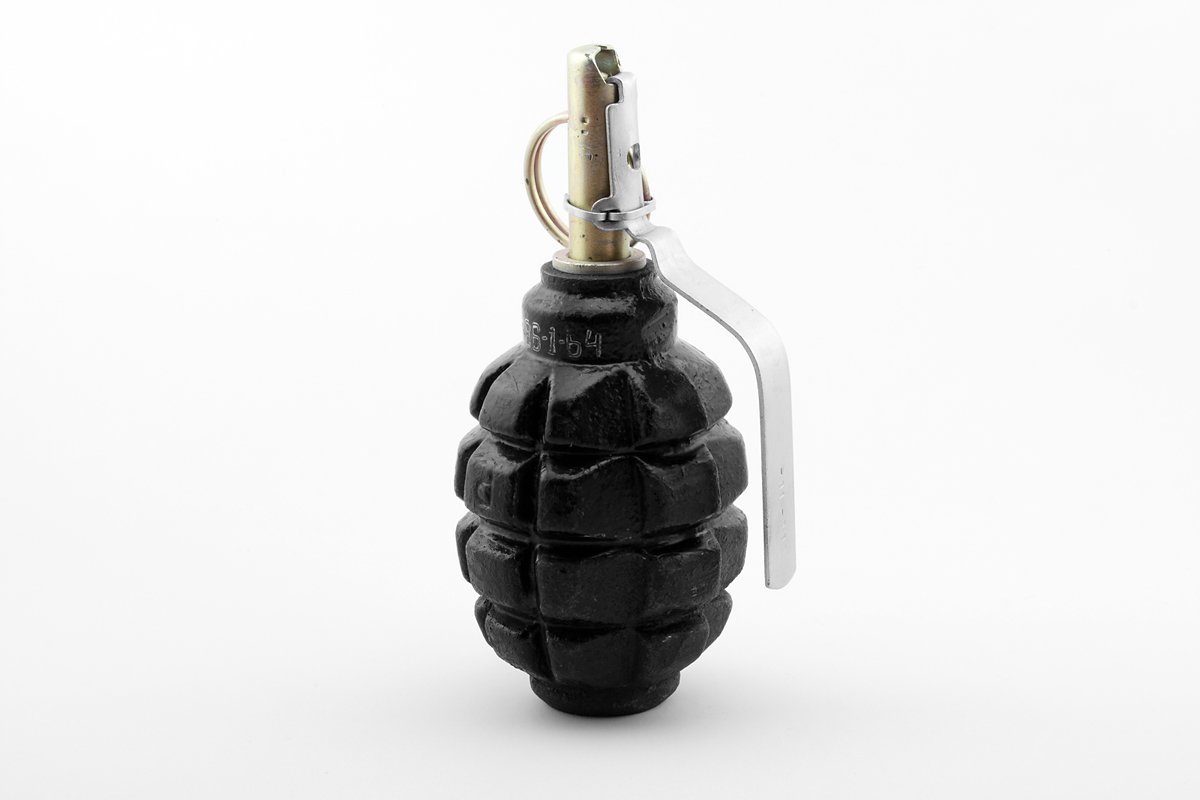
Granát F-1

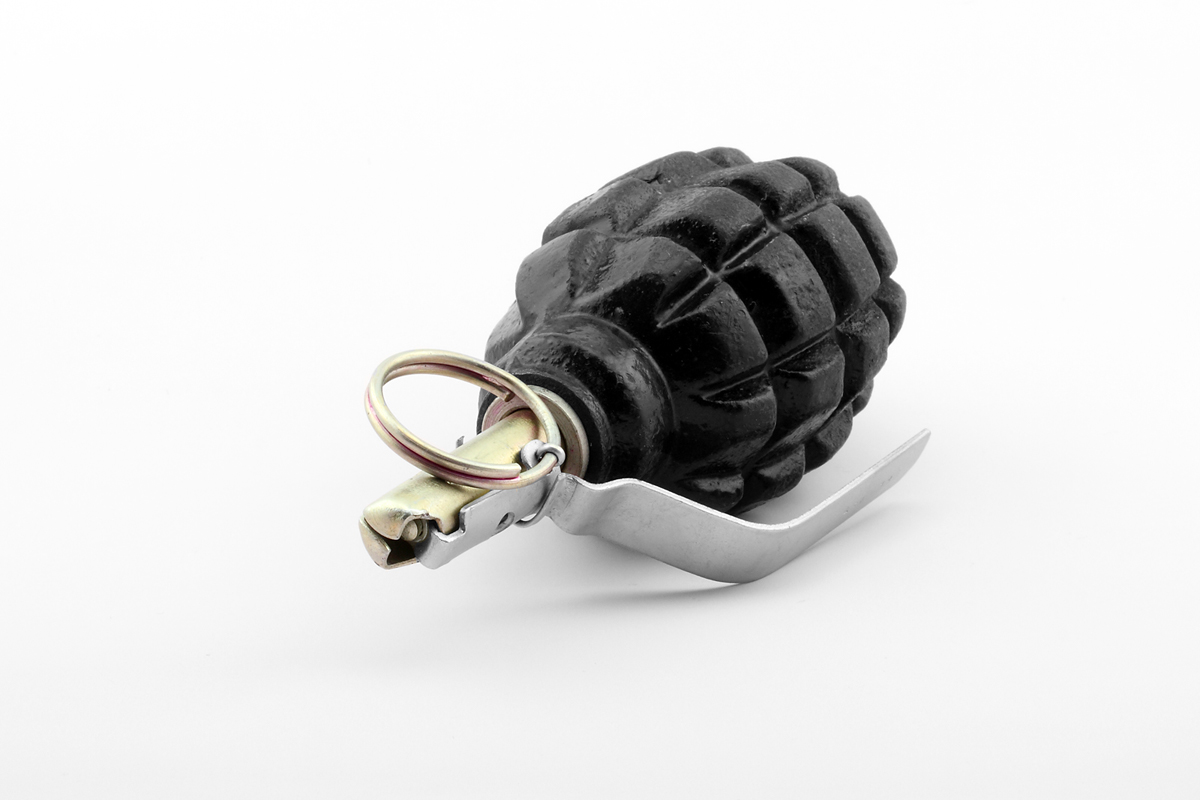
Granát F-1

Granát F-1 je obranný granát, užívaný také v sovětské i československé armádě. Jeho konstrukce vychází z francouzského modelu F1 z roku 1915 dodávaného Bílé armádě za ruské občanské války. Po skončení občanské války byl francouzský model převzat Rudou armádou. Sovětská varianta byla vytvořena v roce 1939 konstruktérem F. I. Chamejevem a je používána prakticky dodnes. Pro svůj vzhled je přezdívaný jako "citron" nebo "vajíčko", v Rusku je nazýván "ananas". Obsahuje 60 gramů výbušné nálože a jeho celková hmotnost dosahuje cca 600 gramů. Jeho délka činí 130 mm, průměr 55 mm. Tělo granátu je vejčitého tvaru, je vyrobeno z litiny a na povrchu má drážkování pro snadnější tvorbu střepin při výbuchu. Jeho součástí je zapalovač UZRGM (univerzální zapalovač ručních granátů modernizovaný), který se aktivuje v okamžiku vypuštění z ruky při hození granátu. Zpoždění výbuchu činí cca 3,2–4,2 sekundy. Vzhledem k účinku střepin až na vzdálenost 100–200 m je nutné jej házet pouze z okopu nebo úkrytu.
Zapalovač UZRGM se skládá ze dvou hlavních částí: mechanické ústrojí (slouží k nápichu roznětky) a pyrotechnické ústrojí (slouží k iniciaci trhací náplně granátu). Součástí zapalovače jsou také pojistky: dopravní (zajišťuje zapalovač i granát proti nežádoucímu výbuchu při dopravě a manipulaci) a vrhová (udržuje úderník s úderníkovou pružinou v napnuté poloze během přepravy a manipulace až do okamžiku hození granátu).
Granát F-1 je používán dodnes v různých konfliktech ve světě. Existují různé varianty výroby podle země původu.